# Nuoto ai X Giochi panamericani
Il nuoto ai Giochi panamericani 1987 ha visto lo svolgimento di 32 gare, 16 maschili e 16 femminili, dal 9 al 15 agosto.

## Medagliere
| #      | Nazione           | Oro | Argento | Bronzo | Totale |
| ------ | ----------------- | --- | ------- | ------ | ------ |
| 1      | Stati Uniti       | 27  | 20      | 10     | 57     |
| 2      | Costa Rica        | 3   | 3       | 2      | 8      |
| 3      | Canada            | 1   | 5       | 13     | 18     |
| 4      | Suriname          | 1   | 0       | 1      | 2      |
| 5      | Brasile           | 0   | 2       | 4      | 6      |
| 6      | Uruguay           | 0   | 1       | 0      | 1      |
| 6      | Argentina         | 0   | 1       | 0      | 1      |
| 8      | Perù              | 0   | 0       | 1      | 1      |
| 8      | Trinidad e Tobago | 0   | 0       | 1      | 1      |
| 8      | Antille Olandesi  | 0   | 0       | 1      | 1      |
| Totale | Totale            | 32  | 32      | 33     | 97     |

## Podi

### Uomini
| Evento               | Oro                                                             | Prest.   | Argento                                                          | Prest.   | Bronzo                                                               | Prest.   |
| Stile libero         |                                                                 |          |                                                                  |          |                                                                      |          |
| 50 m                 | Tom Williams                                                    | 22”55    | Michael Neuhofel                                                 | 22”84    | Claude Lamy Hilton Woods                                             | 23”39    |
| 100 m                | Todd Dudley                                                     | 50”24    | Scott McCadam                                                    | 50”81    | Mark Andrews                                                         | 51”24    |
| 200 m                | John Witchel                                                    | 1'50”90  | Carlos Scanavino                                                 | 1'51”21  | Brian Jones                                                          | 1'52”11  |
| 400 m                | Paul Robinson                                                   | 3'54”44  | Cristiano Michelena                                              | 3'55”37  | Scott Brackett                                                       | 3'55”64  |
| 1500 m               | Alex Kostich                                                    | 15'20”90 | Lars Jorgensen                                                   | 15'24”09 | Chris Chalmers                                                       | 15'30”51 |
| Dorso                |                                                                 |          |                                                                  |          |                                                                      |          |
| 100 m                | Andy Gill                                                       | 56”56    | David Berkoff                                                    | 57”35    | Alejandro Alvizuri                                                   | 58”65    |
| 200 m                | Mike O'Brien                                                    | 2'02”29  | Ricardo Prado                                                    | 2'03”75  | Raymond Brown                                                        | 2'04”28  |
| Rana                 |                                                                 |          |                                                                  |          |                                                                      |          |
| 100 m                | Rich Korhammer                                                  | 1'03”85  | David Lundberg                                                   | 1'04”11  | Darcy Wallingford                                                    | 1'04”55  |
| 200 m                | Jeff Kubiak                                                     | 2'17”62  | Mike Barrowman                                                   | 2'19”29  | Darcy Wallingford                                                    | 2'22”01  |
| Farfalla             |                                                                 |          |                                                                  |          |                                                                      |          |
| 100 m                | Anthony Nesty                                                   |          | Wade King                                                        |          | Michael Dillon                                                       |          |
| 200 m                | Bill Stapleton                                                  |          | Jayme Taylor                                                     |          | Anthony Nesty                                                        |          |
| Misti                |                                                                 |          |                                                                  |          |                                                                      |          |
| 200 m                | Bill Stapleton                                                  |          | Paul Wallace                                                     |          | Ricardo Prado                                                        |          |
| 400 m                | Jerry Frentsos                                                  |          | Jeff Prior                                                       |          | Mike Meldrum                                                         |          |
| Staffette            |                                                                 |          |                                                                  |          |                                                                      |          |
| 4x100 m stile libero | Stati Uniti Jim Born Scott McCadam Paul Robinson Todd Dudley    | 3'19”97  | Canada Darren Ward Claude Lamy Brad Creelman Gary Vandermeulen   | 3'26”09  | Brasile Jorge Fernandes Cristiano Michelena Cyro Delgado Júlio Lópes | 3'27”11  |
| 4x200 m stile libero | Stati Uniti Paul Robinson Brian Jones Mike O'Brien John Witchel | 7'23”29  | Canada Darren Ward Chris Chalmers Gary Vandermeulen Mike Meldrum | 7'29”84  | Brasile Jorge Fernandes Cristiano Michelena Cyro Delgado Júlio Lópes | 7'29”90  |
| 4x100 m misti        | Stati Uniti Andrew Gill Richard Korhammer Wade King Todd Dudley | 3'43”65  | Canada Ray Brown Darcy Wallingford Darren Ward Claude Lamy       | 3'49”77  | Brasile Jorge Fernandes Otavio Silva Cicero Tontelli Ricardo Prado   | 3'50”29  |

### Donne
| Evento               | Oro                                                                   | Prest. | Argento                                                              | Prest. | Bronzo                                                                  | Prest. |
| Stile libero         |                                                                       |        |                                                                      |        |                                                                         |        |
| 50 m                 | Jenny Thompson                                                        |        | Silvia Poll                                                          |        | Jeanne Doolan                                                           |        |
| 100 m                | Silvia Poll                                                           |        | Sara Linke                                                           |        | Jenny Thompson                                                          |        |
| 200 m                | Silvia Poll                                                           |        | Whitney Hedgepeth                                                    |        | Sara Linke                                                              |        |
| 400 m                | Julie Martin                                                          |        | Barbara Metz                                                         |        | Megan Holliday                                                          |        |
| 800 m                | Tami Bruce                                                            |        | Debbi Babashoff                                                      |        | Megan Holliday                                                          |        |
| Dorso                |                                                                       |        |                                                                      |        |                                                                         |        |
| 100 m                | Silvia Poll                                                           |        | Holly Green                                                          |        | Michelle Donahue                                                        |        |
| 200 m                | Katie Welch                                                           |        | Silvia Poll                                                          |        | Holly Green                                                             |        |
| Rana                 |                                                                       |        |                                                                      |        |                                                                         |        |
| 100 m                | Keltie Duggan                                                         |        | Lori Heisick                                                         |        | Terri Baxter                                                            |        |
| 200 m                | Dorsey Tierney                                                        |        | Alicia Boscatto                                                      |        | Kathy Smith                                                             |        |
| Farfalla             |                                                                       |        |                                                                      |        |                                                                         |        |
| 100 m                | Janet Jorgensen                                                       |        | Kristen Elias                                                        |        | Robin Ruggiero                                                          |        |
| 200 m                | Kara McGrath                                                          |        | Michelle Griglione                                                   |        | Shay McNicol                                                            |        |
| Misti                |                                                                       |        |                                                                      |        |                                                                         |        |
| 200 m                | Susan Habermas                                                        |        | Catherine Ritch                                                      |        | Karin Helmstaedt                                                        |        |
| 400 m                | Tami Bruce                                                            |        | Katie Welch                                                          |        | Karin Helmstaedt                                                        |        |
| Staffette            |                                                                       |        |                                                                      |        |                                                                         |        |
| 4x100 m stile libero | Stati Uniti Kathy Coffin Jenny Thompson Sara Linke Carrie Steinseifer |        | Canada Cheryl McArton Robin Ruggiero Manon Simard Denise Gereghty    |        | Costa Rica Natasha Aguilar Marcela Cuesta Carolina Mauri Silvia Poll    |        |
| 4x200 m stile libero | Stati Uniti Susan Habermas Sara Linke Pam Hayden Whitney Hedgepeth    |        | Costa Rica Natasha Aguilar Marcela Cuesta Carolina Mauri Silvia Poll |        | Canada Denise Gereghty Cheryl McArton Sally Gilbert Anne-Marie Anderson |        |
| 4x100 m misti        | Stati Uniti Holly Green Lori Heisick Janel Jorgensen Sara Linke       |        | Canada Manon Simard Keltie Duggan Robin Ruggiero Cheryl McArton      |        | Costa Rica Silvia Poll Montserrat Hidalgo Marcela Cuesta Carolina Mauri |        |